# Пушкарская, Нина Ивановна
Нина Ивановна Пушкарская (6 мая 1926 — 17 января 1975) — передовик советского железнодорожного транспорта, машинист электровоза Магнитогорского металлургического комбината Челябинского совнархоза, Герой Социалистического Труда (1960).

## Биография
Родилась в 1926 году в деревне Ивашково Зубцовского района Тверской области, в русской крестьянской семье.
В 1940 году завершила обучение в школе-семилетке. В этом же году поступила обучаться в техникум лёгкой промышленности. В 1941 году погиб на фронте отец. С 1941 по 1942 годы находилась в оккупации. Осенью 1942 года была эвакуирована в Магнитогорск. В 1943 году окончила обучение в ФЗУ.
С 1943 годаначала трудовую деятельность помощником машиниста паровоза на металлургическом комбинате в Магнитогорске. Через три года стала работать машинистом паровоза. В 1948 году на комбинат поставили первые электровозы, на которых и стала работать Нина Ивановна. С 1957 года и до последних дней жизни трудилась старшим машинистом электровоза.
Постоянно совершенствовала свою профессиональную направленность. Воспитала и подготовила несколько новых специалистов, передав им опыт и знания техники. Не допускала срыва внутризаводских поставок.
Указом Президиума Верховного Совета СССР от 7 марта 1960 года за особые заслуги и высокие производственные достижения в организации железнодорожного сообщения, в честь празднования Международного женского дня Нине Ивановне Пушкарской было присвоено звание Героя Социалистического Труда с вручением ордена Ленина и медали «Серп и Молот».
Член КПСС с 1949 года.
Умерла 17 января 1975 года. Похоронена на Правобережном кладбище Магнитогорска.

## Память
- На жилом доме в Магнитогорске, где проживала Герой, установлена мемориальная доска (2000);
- Одна из улиц города названа в честь Нины Ивановны (2017).
- На ПАО Магнитогорский металлургический комбинат один из электровозов носит имя Нины Ивановы Пушкарской

## Награды
За трудовые успехи была удостоена:
- золотая звезда «Серп и Молот» (07.03.1960)
- орден Ленина (07.03.1960)
- Медаль «За трудовое отличие» (31.03.1954)
- другие медали.